# رولف جاكوبسن
رولف جاكوبسن (بالنرويجية البوكمول: Rolf Jacobsen)‏ (25 يناير 1899 – 15 مايو 1960) هو ملاكم نرويجي راحل، مثّل بلاده في الألعاب الأولمبية الصيفية 1920.

## روابط خارجية
رولف جاكوبسن على موقع بوكس ريك (الإنجليزية) (registration required)
- رولف جاكوبسن على موقع أوليمبيديا (الإنجليزية)